# Ligue d'Auvergne de tennis
La ligue d’Auvergne de tennis est une association loi de 1901 chargée de promouvoir le tennis en Auvergne en lien avec la Fédération française de tennis, d'aider les clubs dans leurs objectifs de développement et de former les meilleurs jeunes régionaux.
Son siège social est situé à Aubière au Centre de Ligue.

## Historique
La ligue d’Auvergne de tennis a été fondée en 1956 et siégea à Vichy de 1956 à 1989.
De 1989 à 1991, le siège social fut transféré à Clermont-Ferrand. En 1991, Valéry Giscard d'Estaing inaugura le Centre de Ligue à Aubière.
Les présidents successifs de la ligue d’Auvergne de tennis depuis 1988 :
|   | Nom               | Mandat    | Notes |
| - | ----------------- | --------- | ----- |
| 1 | Jean-Claude Tronc | 1988-2000 |       |
| 2 | Gilbert Paparic   | 2000-2004 |       |
| 3 | Gilbert Naturale  | 2004-     |       |

La ligue d’Auvergne de tennis est composé de quatre comités départementaux : 
| Comité départemental | Siège           | Nombre de licenciés | Nombre de clubs | Courts |
| -------------------- | --------------- | ------------------- | --------------- | ------ |
| Allier               | Moulins         | 5402                | 72              | 217    |
| Cantal               | Aurillac        | 1798                | 24              | 91     |
| Haute-Loire          | Aurec-sur-Loire | 3863                | 44              | 154    |
| Puy-de-Dôme          | Aubière         | 10699               | 101             | 318    |
| Auvergne             | Aubière         | 21762               | 241             | 789    |

## Rôles
La ligue d’Auvergne de tennis a plusieurs rôles distincts :
- Promouvoir, organiser et développer la pratique du tennis en Auvergne
- Réunir les clubs affiliés, les coordonner, les encourager et les soutenir dans leurs activités.
- Veiller au respect des valeurs propres au tennis

La ligue d’Auvergne de tennis s'organise en 3 services : 
Administratif :
1. Assurer la liaison avec les dirigeants
2. Coordonner, soutenir et promouvoir les actions fédérales auprès des clubs
3. Assurer le suivi des finances et de la comptabilité avec le Trésorier Général
4. Assurer les tâches administratives liées à l'activité de l’Équipe Technique Régionale

Équipe technique régionale :
1. Gestion du haut niveau et renouvellement de l'élite auvergnate
2. Formation des enseignants
3. Apporter conseil et expertise aux Clubs pour les accompagner dans leurs projets éducatifs et sportifs

Développement :
1. Conseil et expertise aux Clubs pour les accompagner dans leurs projets de développement
2. Promotion des Actions Fédérales
3. Organisation des Championnats Auvergne et Évènements Ligue
4. Communication

## Évènements majeurs
1er tour de la Coupe Davis 2007: France / Roumanie
1/4 de finale de la Coupe Davis 2010: France / Espagne
OPEN GDF SUEZ CLERMONT AUVERGNE (25000$)
Créé en 2007, ce tournoi féminin doté d'abord de 10000$ puis de 25000$ (en 2010 et 2011) accueille des joueuses proches du top 100 mondial.
Dirigée de 2007 à 2010 par Philippe Courchinoux et Dominique Benony puis en 2011 par Gilbert NATURALE, Nadine ALDEGUER et Dominique BENONY, l'épreuve connait un succès grandissant qui en fait l'un des 15 plus grands tournois féminins organisé en France.
Le soutien historique de GDF puis de GDF SUEZ, ainsi que des collectivités locales est un des clés importantes de l'existence de ce tournoi auxquels se joignent également de nombreux partenaires privés.
Chaque année, le tournoi reçoit la visite de nombreux dirigeants, anciens joueurs(ses) ou techniciens de la FFT ainsi que d'un public de plus en plus nombreux.
Le parrain de l'édition 2011 était Stéphane Diagana.